# Shannon Esra
Shannon Esra (tên khai sinh Shannon Esrechowitz) là một nữ diễn viên và ca sĩ người Nam Phi.

## Sự nghiệp ban đầu
Esra có "sở thích" diễn xuất đầu tiên năm 4 tuổi, diễn trong buổi hòa nhạc Purim ở trường mẫu giáo. Sau đó, cô đã đóng giả Elvis Presley tại các cuộc thi tài năng địa phương.
Esra có diễn xuất chuyên nghiệp đầu tiên vào năm 16 tuổi, khi cô xuất hiện trong bộ phim I Dreamed of Africa (do Kim Basinger đóng vai chính), vào vai một nhân vật tên là Siri. Sau đó, cô theo học ngành Nghệ thuật Sân khấu tại Đại học Witwatersrand, nhận bằng Cử nhân (Hons) năm 2003.
Cô đã giành được giải thưởng Naledi cho màn trình diễn xuất sắc nhất của một người mới / Đột phá (Nữ), trong tác phẩm Japes Ann Gould của nhà hát Japes cho vai diễn Neets. Cô cũng nhận được một đề cử Fleur du Cap cho vai diễn này.
Các tác phẩm sân khấu khác bao gồm bộ phim hài ba người phụ nữ Six Inches (2018) được viết và đạo diễn bởi Kristy Suttner, cũng như cabaret Homebound năm 2004.

## Vai trò diễn viên điện ảnh
Esra đã làm nên lịch sử tại Bollywood với vai diễn Stephanie trong bộ phim Salaam-e-Ishq: A Tribute to Love bằng cách là một trong những nữ diễn viên da trắng đầu tiên trong vai chính. Nhuộm mái tóc vàng hoe và nói giọng Mỹ, Esra 'vào vai một người Canada đi du lịch đến Ấn Độ để ngăn bạn trai (do Kushal Punjabi thủ vai) kết hôn. Sau khi đến Ấn Độ, cô gặp Raju, một tài xế taxi (do Govinda thủ vai), người giúp đỡ cô và cuối cùng cô phải lòng Raju.
Năm 2005, cô đóng vai chính cùng với Eric Stoltz, đóng vai người vợ cũ bị ghẻ lạnh và ghê tởm của anh, trong bộ phim ngắn của Sci Fi Channel The Triangle. Cô cũng đóng vai chính Katie lãng mạn trong bộ phim của Darrell Roodt về bóng bầu dục có tên Số 10.
Năm 2005, Esra đóng vai chính của Caz O'Donough, một sĩ quan cảnh sát bí mật, trong bộ phim kinh dị tâm lý / cảnh sát Nam Phi nghiệt ngã Snitch. Caz là một bà mẹ đơn thân 20 tuổi, phát hiện ra rằng cha của con gái mình, Lawrence Carter, là thành viên của một gia đình tội phạm kiểu mafia mà người cha "cảnh sát cứng rắn" Chisel, đang cố gắng hạ bệ.
Cô gần đây xuất hiện trong bộ phim truyền hình giành nhiều giải thưởng phim truyền hình Nam Phi của Tim Greene, với tư cách là nhà báo điều tra đầy tham vọng Kim Smollen. Kim là một cô gái Do Thái ở độ tuổi giữa 20, bắt đầu làm phóng viên giải trí tại tờ báo khó đọc The Bulletin. Trong mùa thứ ba Kim được trao cơ hội để điều tra một cách "nghiêm trọng", theo tờ báo The Bullet 

## Đời tư
Esra sống ở Sandton với bố mẹ và em trai. Cô là một "fan hâm mộ" của các cuộc thi đấu bóng bàn.